# Takeo Kanade

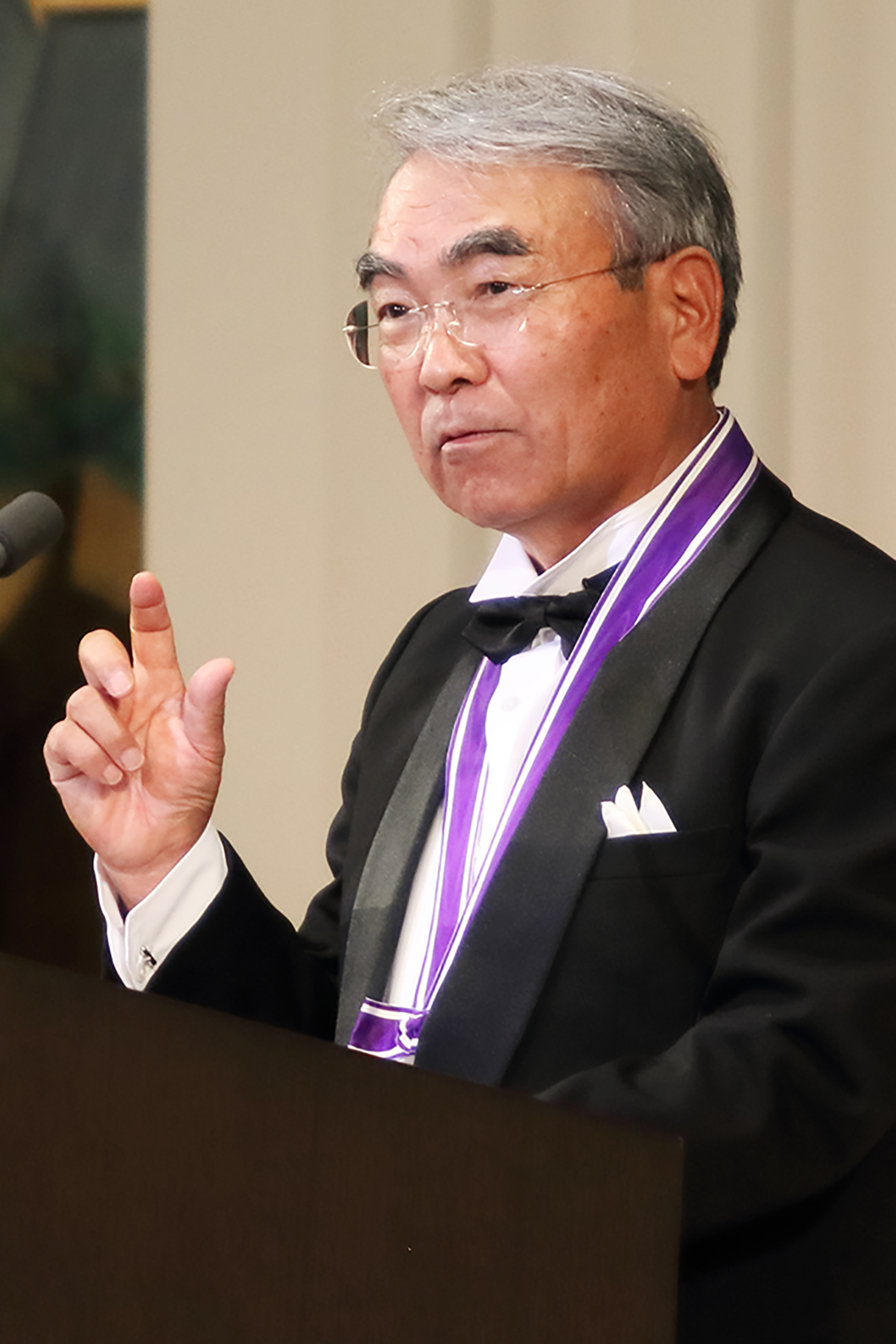
Takeo Kanade

Takeo Kanade (jap. 金出 武雄, Kanade Takeo; * 24. Oktober 1945 in Kasuga, Hikami-gun (heute: Tamba), Präfektur Hyōgo) ist ein japanischer Informatiker mit dem Schwerpunkt Robotik und Maschinelles Sehen. Er promovierte an der Universität Kyōto. Seit 1980 forscht er an der Carnegie Mellon University in Pittsburgh, an der er seit 1985 Professor ist und von 1992 bis 2001 die Leitung des Robotik-Instituts innehatte.
Bekannt geworden ist Kanade unter anderem für die Lucas-Kanade-Methode zur Schätzung des optischen Flusses aus zwei Bildern und die Zitnick-Kanade-Methode zur Berechnung der Deviation.
2004 wurde er zum Mitglied der American Academy of Arts and Sciences ernannt. Im Jahr 2008 erhielt er den Bower Award and Prize for Achievement in Science des Franklin Instituts für seine außergewöhnlichen Leistungen auf dem Gebiet des maschinellen Sehens, die ihre Funktionalität in der realen Welt gezeigt haben. 2010 erhielt er den ACM-AAAI Allen Newell Award. 2016 wurde ihm der Kyoto-Preis zugesprochen, 2023 der BBVA Foundation Frontiers of Knowledge Award.